# Pomerania Occidental-Rügen
Pomerania Occidental-Rügen (en alemán: Vorpommern-Rügen) es uno de los seis distritos que, junto con las dos ciudades independientes de Schwerin y Rostock, forman el estado federal alemán de Mecklemburgo-Pomerania Occidental. Está situado al norte del estado, limitando al norte con el mar Báltico, al sureste con Pomerania Occidental-Greifswald, al sur con Llanura Lacustre Mecklemburguesa y al oeste con el distrito de Rostock.
Tiene un área de 3188 km², una población a finales de 2016 de 224 971 habs. y una densidad poblacional de 71 hab/km². Su capital es la ciudad de Stralsund.

## Historia
Anteriormente al 4 de septiembre de 2011, este distrito estaba dividido en dos: el distrito de Pomerania Septentrional y el distrito de Rügen. Este último estaba compuesto por la isla de Rügen, de 926 km², famosa por sus rocas cretácicas.